# (36170) 1999 RC242
1999 RC242 (asteroide 36170) é um asteroide da cintura principal. Possui uma excentricidade de 0.06620030 e uma inclinação de 9.53205º.
Este asteroide foi descoberto no dia 12 de setembro de 1999 por LONEOS em Anderson Mesa.